# Иорданский университет

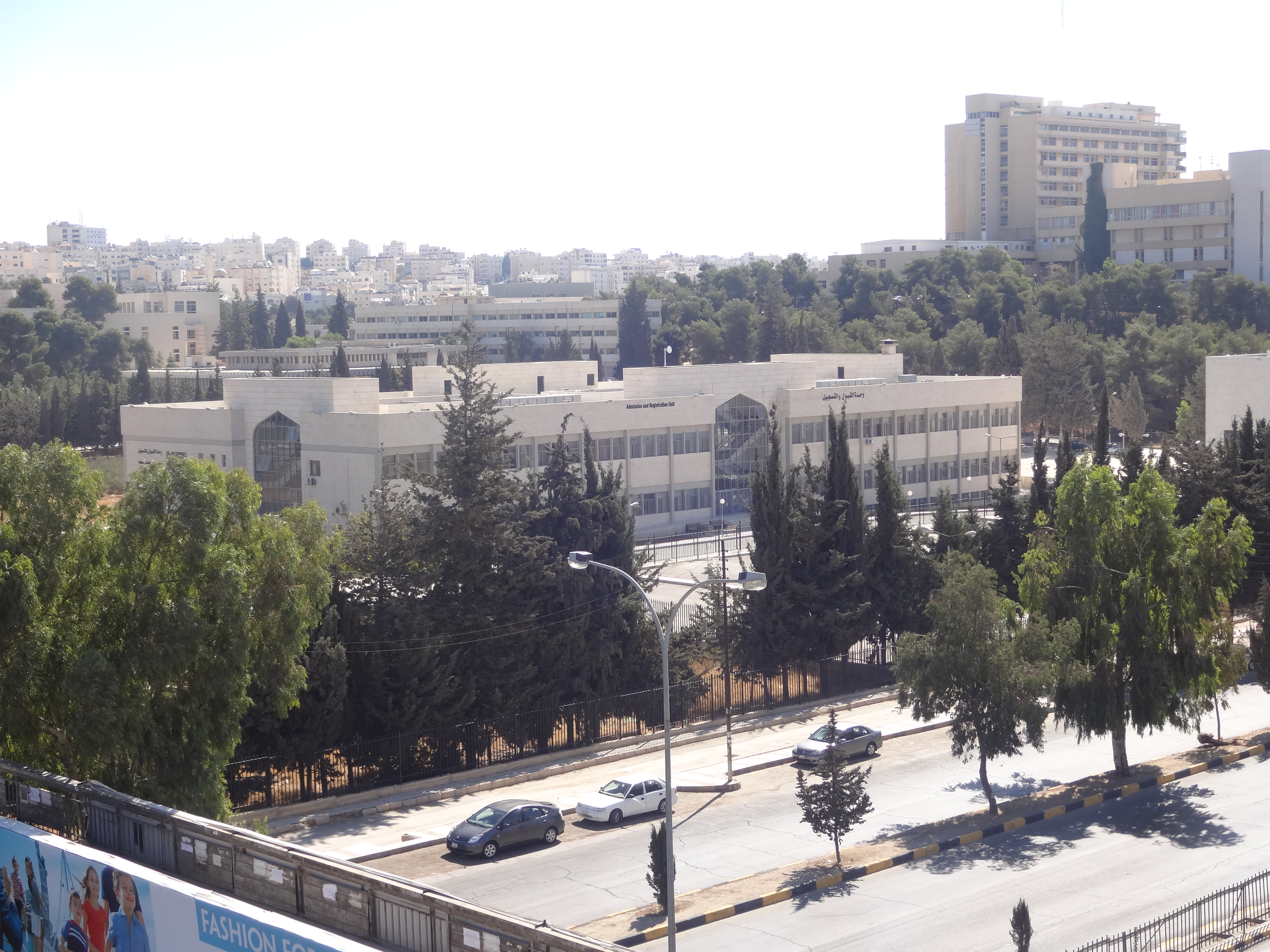
Приемное отделение университета

Иорданский университет — государственный университет, расположенный в Аммане, Иордания. Основанное в 1962 году, это самое большое и старейшее высшее учебное заведение в Иордании.
Университет имеет самые высокие средние показатели приема в стране и считается ведущим университетом в Иордании и одним из самых престижных в арабском мире и на Ближнем Востоке. Он расположен в Эль-Джубейха в Аммане. В настоящее время в университете работают около 1400 преподавателей и обучается более 38000 студентов.
В университете одновременное получение образовательных услуг возможно для 31 000 учащихся, что говорит о крупных размерах ВУЗа. Иностранные граждане без всяких ограничений подают заявки на зачисление (их около 15 процентов от общего числа студентов). Преподавательский состав насчитывает 2 200 специалистов, большая часть которых обладают докторскими степенями и известностью в академических кругах. Также среди учителей много приглашённых из-за рубежа. Студенты могут участвовать в программах по обмену.
Особо прочны позиции университета в области изучения региональной политики, исламоведения и арабского языка. В 1972 году тут был открыт Центр документов и рукописей по арабо-исламским первоисточникам с номенклатурой в 31 000 манускриптов. С 1982 года — работает авторитетный в мире ориенталистики Исламский культурный центр, также при университете давно существует один из ведущих мировых центров изучения арабистики и один из 10 официальных регуляторов современной арабской речи — Иорданская академия арабского языка. С 1998 года на базе университета функционирует Центр стратегических исследований, который дает очень точную аналитику и прогнозы о развитии макрорегиона.

## История
Университет был основан в 1962 году королевским указом в северной части Аммана. Территория вокруг университета является одним из столичных районов Аммана и называется Университетским округом.